# Antônio do Carmo Cheuiche
Dom Frei Antônio do Carmo Cheuiche, OCD (Caçapava do Sul, 13 de junho de 1927 — Ivoti, 14 de outubro de 2009) foi um bispo católico, Bispo Auxiliar de Santa Maria (1969-1971), Bispo Auxiliar de Porto Alegre (1971-2001).

## Sacerdócio
Filho de Argeu Vargas Cheuiche e Wilda Gorga Cheuiche, descendentes de libaneses. Fez seus estudos primários no Seminário Carmelitano na cidade de Alegrete, nos anos de 1942 a 1944; e seus estudos secundários em Porto Alegre, nos anos de 1945 a 1948. De 1948 a 1952 cursou teologia em Burgos, na Espanha; cursou filosofia e letras pela Universidade de Madri. Licenciou-se em Jornalismo pela Pontifícia Universidade Católica do Rio Grande do Sul, em 1956, e em Filosofia pela Universidade Complutense de Madrid, Espanha; fez o curso de especialização em Freiburg am Breisgau, na Alemanha, e o curso de alemão na Universidade de Viena, Áustria.
Foi professor Emérito de Filosofia da Arte na Universidade Federal do Rio Grande do Sul, na Pontifícia Universidade Católica do Rio Grande do Sul, em Porto Alegre e no Seminário de Viamão. Professor convidado do Instituto de Teologia do CELAM em Bogotá, Colômbia, e da Universidade Católica de San Juan na Argentina.
Foi ordenado sacerdote pela Ordem dos Carmelitas Descalços, no dia 10 de março de 1951; também foi membro da comissão teológica do CELAM e conselheiro do ITEPAL (Instituto Teológico-Pastoral para a América Latina) na Colômbia.

## Episcopado
Foi nomeado bispo auxiliar da Diocese de Santa Maria, no dia 2 de abril de 1969, com o título de Sutunurca, sendo ordenado bispo no dia 29 de junho de 1969 por Dom Luís Victor Sartori. Aos 5 de maio de 1971, foi nomeado pelo Papa Paulo VI, Bispo Auxiliar de Porto Alegre, conservando a mesma sede titular.
Dom Antônio foi membro do Conselho Episcopal Latino-Americano (CELAM), de 1975 a 1991, exercendo sucessivamente o cargo de Presidente do Departamento de Leigos, Presidente do Departamento para os Não Crentes e de Presidente Fundador do Departamento de Cultura.
Em 1975, juntamente com a Cáritas da Arquidiocese de Porto Alegre criou e organizou a Ação Natal, posteriormente foi a nível nacional adaptada pela CNBB e foi conhecida por Campanha para a Evangelização. Também criou a Associação dos Dirigentes Cristãos de Empresa (ADCE), para atuar na evangelização no mundo empresarial.
Em 1980 organizou a visita do Papa João Paulo II a Porto Alegre, e em 1981 fundou em Porto Alegre o Movimento em Defesa da Vida.
De 1984 a 1991 foi Coordenador de Pastoral da Arquidiocese de Porto Alegre.
Tomou parte da Quarta Conferência Geral do Episcopado Latino-Americano, em Santo Domingo, na República Dominicana, em 1994.
Foi membro da Comissão Pontifícia para os Bens Culturais da Igreja no Vaticano, em seu segundo mandato, tendo pertencido anteriormente a três dicastérios romanos: Pontifício Conselho para os Leigos, Pontifício Conselho Justiça e Paz e o Pontifício Conselho para a Cultura.
Ministrou cursos sobre a Pastoral da Cultura e Pastoral Urbana, na Argentina, Chile, Colômbia, Costa Rica, Guatemala, Equador, Honduras, México, Paraguai, Peru, Ilha de Curaçau, e na Universidade de New Jersey, Estados Unidos, para o grupo hispânico. Por essa razão durante o episcopado de Dom Cláudio Colling era chamado de o bispo do ar, por estar viajando, cumprindo sua missão.
Seu ensaio Evangelización y Cultura foi traduzido para o português e editado pela PUCRS. Al Arte por el Dolor, Cristo y Cultura, Pastoral Urbana, Pastoral de las Megalópolis, Cultura y Vida e Evangelización y Enculturación foram publicados no original espanhol. Artigos seus apareceram nas revistas Javeriana e Medellín, da Colômbia; La Cuestión Social, do México, e Scripta Theologica, da Universidade de Navarra, Espanha.
No ano de 2002, sua conferência sobre Pablo VI y la cultura, na Jomada de Estudos sobre o Papa Montini e a América Latina, em Buenos Aires, foi publicada em Bréscia, na Itália.
Iniciou em Porto Alegre os Encontros para Dirigentes Cristãos de Empresa, para Médicos e Juristas Católicos. Interveio no primeiro Congresso das Associações de Empresários Cristãos Lusófonos, em Coimbra, Portugal, assim como da fundação da Associação de Lima, no Peru. Iniciou, na Assembleia Legislativa do Rio Grande do Sul, o primeiro Grupo Parlamentar Católico do Brasil, que reúne deputados de todos os partidos.
Durante o episcopado de Dom Dadeus Grings, foi o primeiro vigário episcopal do recém criado: Vicariato da Cultura, em 2001.
No dia 27 de junho de 2001, teve sua renuncia aceita pelo Papa João Paulo II. Deixou a Cúria Metropolitana de Porto Alegre e passou a residir, como bispo auxiliar emérito, em uma casa de sua ordem religiosa, em Porto Alegre. Nos últimos anos presidia missas em todas as quartas-feiras pela manhã na Paróquia Nossa Senhora do Rosário, no centro da capital, até o mês de março de 2009.
No dia 9 de abril de 2009 precisou ser internado no Hospital Mãe de Deus, em Porto Alegre para tratamento de saúde; depois no dia 2 de julho foi transferido para a Casa de Repouso junto ao Hospital São José de Ivoti. Faleceu na madrugada do dia 14 de outubro de 2009, às 4 horas e 30 minutos, na cidade de Ivoti, de falência múltipla de orgãos.
Suas exéquias foram celebradas na Catedral Metropolitana de Porto Alegre, na manhã do dia 15 de outubro de 2009, sendo presididas por Dom Dadeus Grings, Arcebispo Metropolitano de Porto Alegre e concelebrada por bispos do Rio Grande do Sul. Seu corpo foi sepultado no Cemitério São Miguel e Almas, em Porto Alegre.